# 町田中央公園
町田中央公園（まちだちゅうおうこうえん）は、東京都町田市にある町田市立の都市公園（運動公園）。

## 概要
1970年（昭和45年）開園。広さは約3.1haで、園内には体育館、野球場、テニスコートなどがある。また、町田市民球場の周りは桜並木となっており、毎年春には「町田中央公園さくら祭り」が開催される。
園内の町田市民球場はヘリコプター臨時離着陸場として災害時等に活用され、2022年（令和4年）3月より東京都多摩地域におけるドクターヘリの運用開始以降は、ドクターヘリと救急車が合流して患者を引継ぐランデブーポイントとして登録されており、同球場から近隣の町田市民病院への患者搬送にも利用される。

### 沿革
- 1963年（昭和38年） - 町田市民球場がオープン。
- 1965年（昭和40年）4月 - 町田市立体育館がオープン。
- 1970年（昭和45年）12月28日 - 開園。
- 1972年（昭和47年） - 町田中央公園テニスコートがオープン[4]。
- 2001年（平成13年）4月10日 - 旭町体育館跡地に、サン町田旭体育館がオープン[5]。

## 施設

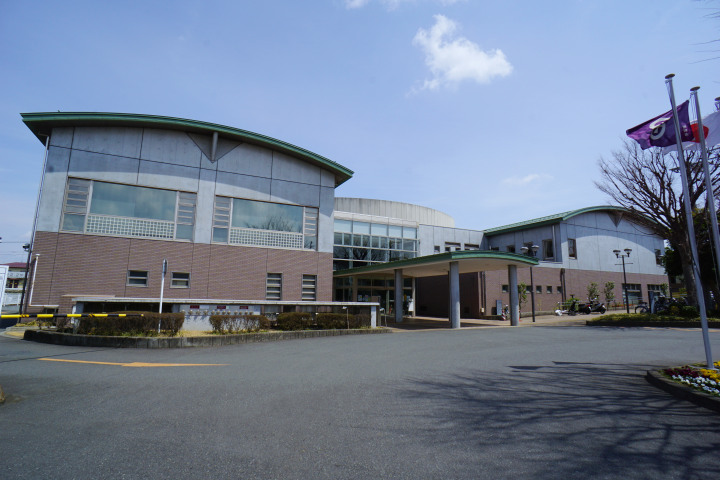
町田市立サン町田旭体育館

- 町田市立サン町田旭体育館（旧・町田市立旭町体育館）
- 町田市民球場
- 町田中央公園テニスコート
- ゲートボール場
- 遊戯広場
- 地下駐車場

## アクセス
路線バスの場合
- 町田バスセンターから藤の台団地行き・藤の台団地経由鶴川駅行き・鶴川団地行きもしくは町田駅から野津田車庫行き・鶴川駅行き・本町田団地循環で「体育館前」下車。

自家用車の場合
- 専用の有料駐車場（合計142台分）あり。